# Ministère des Affaires islamiques, de l'Appel et de l'Orientation
Le ministère des Affaires islamiques, de l'Appel et de l'Orientation (en arabe : وزارة الشؤون الإسلامية ,والدعوة والإرشاد) est un ministère du gouvernement d'Arabie saoudite qui régit l'application de la religion musulmane sur le territoire national. Le ministre des affaires islamiques est Saleh ben Abdelaziz Al Ach-Cheikh depuis 2015.

## Historique
La fondation du royaume d’Arabie saoudite repose sur l'association entre le cheikh Mohammed ibn Abd al-Wahhab et Mohammed ben Saoud ben Mohammed Al Mouqrin, l'un dirigeant l'aspect religieux, et l'autre l'aspect politique du royaume depuis 1744. Les descendants du cheikh Mohammed ibn Abd al-Wahhab, fondateur du wahhabisme, sont appelés Al ach-Cheikh, en référence à leur statut d'enseignant et de chef religieux. Ces descendants organisent les institutions religieuses étatiques telles que le Ministère des Affaires islamiques ou occupent la place de Grand mufti d'Arabie saoudite tandis que les al Saoud occupent les postes politiques et gouvernent le royaume.
En 1932, lors de l’unification de l'Arabie saoudite, la Mecque et Médine peuvent accueillir à elles deux 60 000 pèlerins en même temps. Le ministère chargé de l'organisation des institutions religieuses et du Hajj à l'époque est le ministère du pèlerinage et des dotations. Pour permettre aux institutions gouvernementales de gérer l'augmentation du nombre des pèlerins, et tout en continuant de s'occuper des affaires religieuses du pays, le roi Fahd décide en 1993 de diviser le ministère du pèlerinage et des dotations en deux pour créer le ministère du Hajj et de la Oumra, spécialisé dans l’organisation du Grand pèlerinage, et le ministère des Affaires islamiques, de l'Appel et de l'Orientation, qui s'occupe de la politique religieuse nationale et internationale.
En 1996, Saleh ben Abdelaziz Al Ach-Cheikh prend la tête du ministère. Il est brièvement remplacé par Soleiman ben Abdullah Aba al Khail juste avant l'accession au pouvoir de Salmane ben Abdelaziz Al Saoud en février 2015. Saleh ben Abdelaziz Al Ach-Cheikh est réintroduit comme ministre des Affaires islamiques en 2015.

## Missions

### Entretien, rémunération
Au niveau national, le ministère des Affaires islamiques a pour mission d'encadrer et de financer les lieux de culte, en supervisant notamment la construction et l'entretien des mosquées du pays. Bien que 30% des lieux de culte soient financés par des fonds privés dans le Royaume, c'est le ministère des Affaires islamiques qui a la charge de leur entretien.
Entre 2007 et 2012, 150 milliards de riyal saoudiens sont dépensés dans la construction, la rénovation et l'entretien des lieux de culte. Avec plus de 26 millions d'habitants en Arabie saoudite et environ 70 000 mosquées, il y aurait une mosquée pour 333 Saoudiens.
Le ministère des Affaires islamiques assure le paiement des imams saoudiens ainsi que des fonctionnaires qui y sont rattachés. Il est aussi chargé de superviser le Comité pour la promotion de la vertu et la prévention du vice qui applique les préceptes de la charia dans tous les domaines de la société et régit l'activité de la police religieuse, la muttawa.

### Organisation du Hajj
Le ministère des Affaires islamiques est chargé du bon déroulement du Hajj, en collaboration avec le ministère du Hajj et de la Oumra. La mission du ministère des Affaires islamiques s'inscrit dans le cadre d'une mission politique globale, tandis que le ministère du Hajj et de la Oumra a pour mission de coordonner les services des autorités locales et gouvernementales ainsi que la gestion du personnel au service des pèlerins. Le Comité suprême du Hajj dépend quant à lui du ministère de l'Intérieur et supervise la préparation de l’organisation annuelle du Hajj.  
Face au nombre de pèlerins toujours croissant - 2,35 millions de personnes ont effectué le Hajj en 2017 - le ministère se charge aussi de coordonner la construction d'infrastructures modernes autour des lieux saints (aéroport de Djeddah, autoroutes, hôtels et hôpitaux).

## Gouvernance
Depuis 1996, la direction du Ministère des Affaires islamiques, de l’appel et de l’orientation a été assurée par :
- 1996-2014 : Saleh ben Abdelaziz Al Ach-Cheikh[1]
- 2014-2015 : Soleiman ben Abdullah Aba al Khail[4]
- Depuis 2015 : Saleh ben Abdelaziz Al Ach-Cheikh[1]